# État de Rampur
Pour les articles homonymes, voir Rampur.
1774–1949
Entités précédentes :
- Raj britannique

Entités suivantes :
- Inde

Râmpur ou Rampur était une Nababie puis État princier des Indes, dirigé par des souverains qui portaient le titre de « nabab » et qui subsista jusqu'en 1949, date à laquelle il fut intégré à l'État d'Uttar Pradesh.

## Liste des nababs de Râmpur

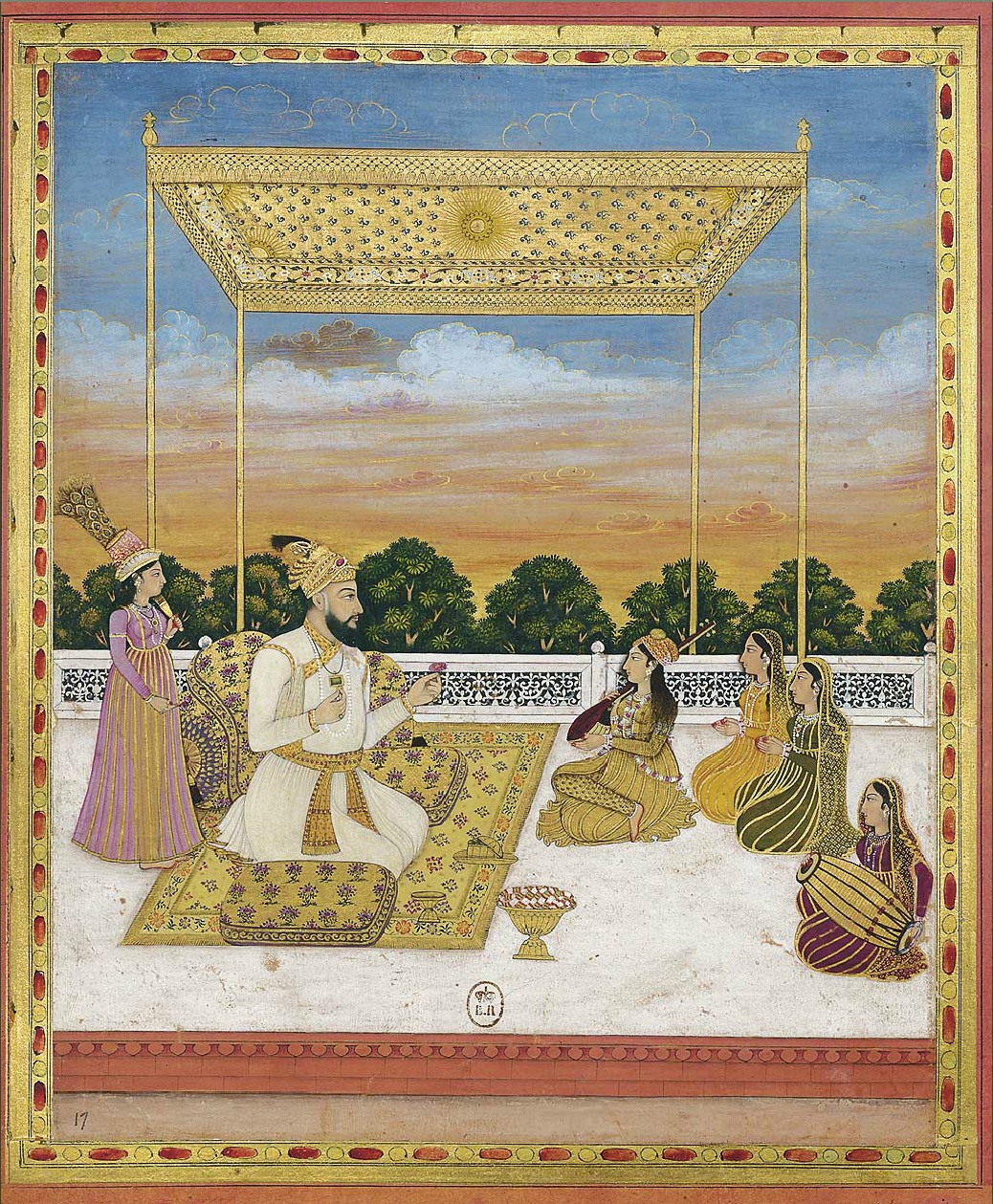
Nawab Ali Mohammed Khan Bangash, Premier Nabab de Rampur, 1730, Bibliothèque nationale de France, Paris

La liste des Nababs de Rampûr :
| Nom | Nom                                            | Début de règne    | Fin de règne      |
| --- | ---------------------------------------------- | ----------------- | ----------------- |
| 1   | Ali Muhammad Khan Bangash (en)                 | 1719              | 15 septembre 1748 |
| 2   | Faizullah Khan (en)                            | 15 septembre 1748 | 24 juillet 1793   |
|     | Hafiz Rahmat Khan Barech (en) - Régent         | 15 septembre 1748 | 23 avril 1774     |
| 3   | Muhammad Ali Khan Bahadur (en)                 | 24 juillet 1793   | 11 août 1793      |
| 4   | Al-Haj Nawab Ghulam Muhammad Khan Bahadur (en) | 11 août 1793      | 24 octobre 1794   |
| 5   | Ahmad Ali Khan Bahadur (en) (1787-1840)        | 24 octobre 1794   | 5 juillet 1840    |
|     | Nasrullah Khan - Régent                        | 24 octobre 1794   | 1811              |
| 6   | Muhammad Said Khan Bahadur (en)                | 5 juillet 1840    | 1er avril 1855    |
| 7   | Muhammad Yusef Ali Khan Bahadur (en)           | 1er avril 1855    | 21 avril 1865     |
| 8   | Kalb Ali Khan Bahadur (en)                     | 21 avril 1865     | 23 mars 1887      |
| 9   | Muhammad Mushtaq Ali Khan Bahadur (en)         | 23 mars 1887      | 25 février 1889   |
| 10  | Hamid Ali Khan Bahadur (en)                    | 25 février 1889   | 20 juin 1930      |
|     | Régence                                        | 25 février 1889   | 4 avril 1894      |
| 11  | Raza Ali Khan Bahadur (en)                     | 20 juin 1930      | 6 mars 1966       |
| 12  | Murtaza Ali Khan Bahadur (en)                  | 6 mars 1966       | 8 février 1982    |
| 13  | Zulfikar Ali Khan Bahadur (en)                 | 8 février 1982    | 5 avril 1992      |
| 14  | Muhammad Kazim Ali Khan Bahadur (en)           | 5 avril 1992      | -                 |